# 西山 (臺灣)
西山，是臺灣苗栗縣苗栗市的一個傳統地域名稱，位於該市中部及北部。相較於今日行政區，其範圍大致包括文聖里、文山里、福麗里。

## 歷史
台灣清治末期至日治初期，西山地區為一街庄，稱為「西山庄」，隸屬於苗栗一堡。該庄北隔後龍溪與後壠庄為鄰，東與田藔庄、社藔崗庄為鄰，東南邊及南邊為苗栗街，西邊為南勢坑庄、後壠底庄。
1901年（日治明治三十四年）11月，全台廢縣廳改設二十廳，該庄隸屬於苗栗廳。1909年（明治四十二年）10月，合併二十廳為十二廳，該庄改隸屬於新竹廳。1920年（大正九年），廢十二廳改設五州二廳，該庄改制並雅化為「西山」大字，隸屬於新竹州苗栗郡苗栗街。
戰後苗栗街改制為苗栗鎮，隸屬於新竹縣，大字亦改制為里。1950年桃、竹、苗分治，苗栗鎮改隸屬於苗栗縣。1981年12月，苗栗鎮因屬縣政府所在地升格為苗栗市。

## 交通
台鐵山線大致以東北—西南走向經過西山地區南部邊界東段，境內未設站，但苗栗車站即在東鄰社寮岡境內。該站屬一等站，停靠普悠瑪號、自強號部分班次及莒光號、區間車全部班次。
省道台13線是香山內湖至豐原的幹道，其中尖山至豐原路段俗稱「尖豐公路」，大致以東北—西南走向轉縱向經過本地區東南部，向東北轉東再轉北可前往造橋、竹南後於香山內湖止於省道台1線路口，向南繞過苗栗市區可前往銅鑼、三義、豐原等地。省道台13線在本地區路段為苗栗市區西北側外環道的一部分。
省道台6線又稱「舊後汶公路」、「龍汶公路」，是後龍龍港至大湖溫泉口的幹道，大致以橫向轉西南—東北走向蜿蜒經過本地區北部，向西轉西北可前往後龍龍港，向東北轉東南再轉南繞過苗栗市區可前往公館、獅潭、大湖等地。省道台6線在本地區路段為苗栗市區東側外環道。

## 學校
- 苗栗高中
- 建台高中
- 明仁國中
- 文山國小
- 文華國小（部分）

## 產業
- 長春石化二廠

## 運動休閒
- 苗栗巨蛋體育館